# Registro civil no Brasil

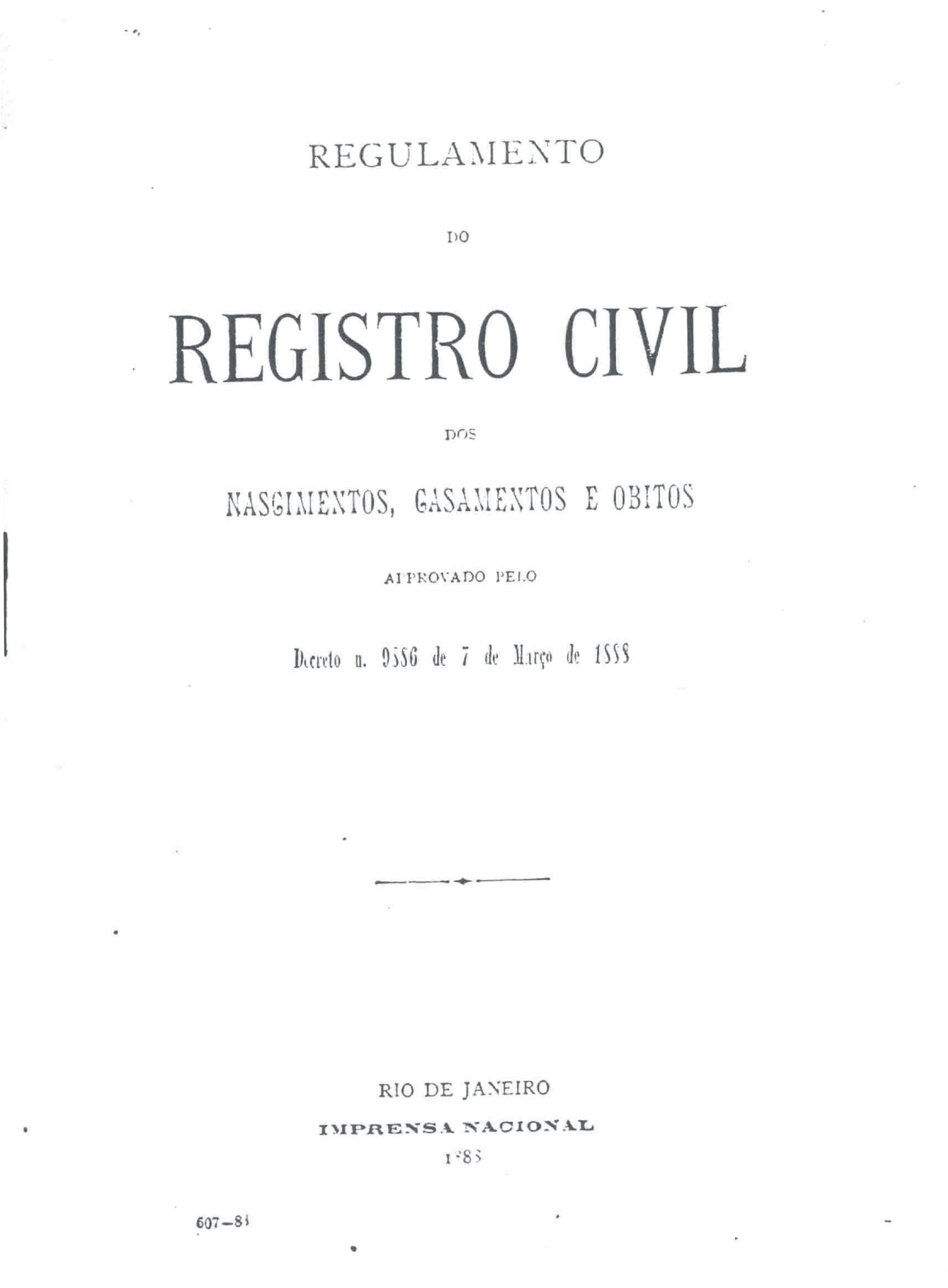
Página de rosto do "Regulamento do Registro Civil", o primeiro texto legal a estabelecer o registro civil obrigatório e universal no Brasil em 1888.

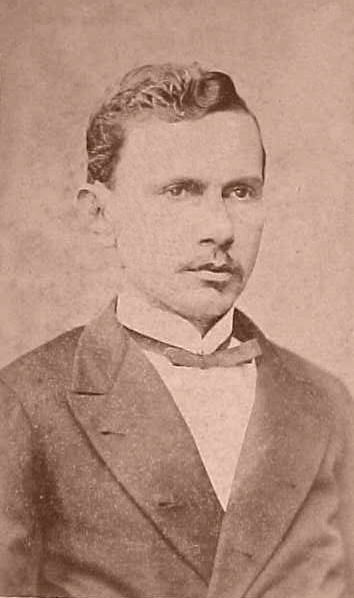
João Alfredo Correia de Oliveira, artífice do primeiro regulamento do registro civil

O registro civil no Brasil foi criado de maneira formal e generalizada com o Decreto número 5 604 de 25 de abril de 1874, cujo artífice principal foi o então deputado geral do Império do Brasil, João Alfredo Correia de Oliveira. O decreto 5 604 regulamentou o registro civil de nascimentos, casamentos e óbitos. A partir do ano seguinte, 1875, algumas cidades brasileiras (somente os grandes municípios) deram início paulatino à criação de ofícios do registro civil, os chamados "cartórios do registro civil".
Antes de 1875 já haviam surgido anteriormente iniciativas de implantar o registro civil no Brasil. A principal delas remonta a 17 de abril de 1863 com a edição do Decreto n.º 3 069 que dava efeitos civis a registros de casamentos de acatólicos, ou seja, os cidadãos que não fossem católicos, mas praticantes de outras religiões "toleradas" pelo Império, poderiam ter seu casamento reconhecido pelo Estado, fato que anteriormente causava problemas, mormente em casos de sucessões e heranças. Variando em cada município, os casamentos de acatólicos eram registrados em livros de assentamento de paróquias (principalmente imigrantes de religião luterana) ou pela prefeituras. Esta medida visava a atender a crescente demanda da imigração, claramente a alemã.
Os índios não integrados não estão obrigados a inscrever nascimentos, casamentos ou óbitos no registro civil. Se considerados necessários por especialistas (os antropólogos), os registros poderão ser lavrados num livro ad hoc fornecido e regulado pela FUNAI.

## Universalização
A universalização do registro civil foi imposta pelo Decreto 9886 de 7 de março de 1888, que instituiu a obrigatoriedade do registro de nascimento, casamento e óbito em ofícios do Estado, criados e delegados a privados. A partir de então, o registro deixa definitivamente de ser uma prerrogativa da Igreja Católica. A entrada em vigor do Decreto 9886 deu-se em 1 de janeiro de 1889 como determinou o Decreto 10.044 de 22 de setembro de 1888.
As forças que levaram a esta obrigatoriedade encontram-se na crescente pressão republicana e positivista. De fato, em 15 de novembro de 1889 foi proclamada a República no Brasil, quebrando os últimos laços oficiais entre a Igreja e o Estado e o fim do regime de padroado.
A partir de então, todos os municípios brasileiros deveria estar dotados de pelo menos um ofício do registro civil. Nas grandes cidades criaram-se ofícios exclusivos para o registro civil, enquanto que nos médios e pequenos municípios o registro civil foi uma função acumulada pelos cartórios de notas, que normalmente já existiam.
Apesar da universalização, o registro civil demorou a ser "aceito" pela população, principalmente no interior do país, onde o controle religioso da Igreja Católica e a distância das áreas rurais aos cartórios impossibilitavam um maior índice de registros.
A imposição do casamento civil
O Decreto nº. 521 de 26 de junho de 1890 proibiu que se celebrasse matrimônio religioso antes da lavratura em assento de registro civil do casamento, impondo pena de seis meses de prisão ao ministro de culto (párocos católicos ou pastores protestantes) que infringissem tal norma, que não teve uma data única de entrada em vigor em todo território nacional, mas sim três dias após a publicação pelo juiz de direito de cada comarca.

## História recente
A lei que atualmente regula o registro civil no Brasil é a de número 6015 de 31 de dezembro de 1973, intitulada "Lei dos Registros Públicos".
Ainda hoje, o Brasil possui um alto índice de sub-registro, ou seja, muitas crianças não são registradas civilmente nos ofícios de registro civil até os primeiros 45 dias de vida. Esta situação foi sensivelmente atenuada com a aprovação da lei 9534 de 10 de dezembro de 1997, que determinou a gratuidade universal do registro de nascimento. Antes desta lei, o registro de nascimento gratuita era possível apenas para pessoas "reconhecidamente pobres", todavia a prova de pobreza era subjetiva e, frequentemente, humilhante para o requerente, desincentivando o registro.
Uma outra forma de diminuir os sub-registros são os mutirões realizados periodicamente para lavrar nascimentos de crianças não registradas, expedição de cédula de identidade etc. Nota-se durante os mutirões que ainda é grande o número de pessoas em situação econômico-educacional precária que pensam que o registro de nascimento é "caro", portanto simplesmente nem cogitam ir ao cartório registrar os filhos. No estágio atual da sociedade, o sub-registro é um fator ainda mais grave de exclusão social, pois sem um registro de nascimento um indivíduo simplesmente não existe oficialmente, vendo-se impossibilitado de gozar das prerrogativas mais básicas de cidadania.

## Estatísticas

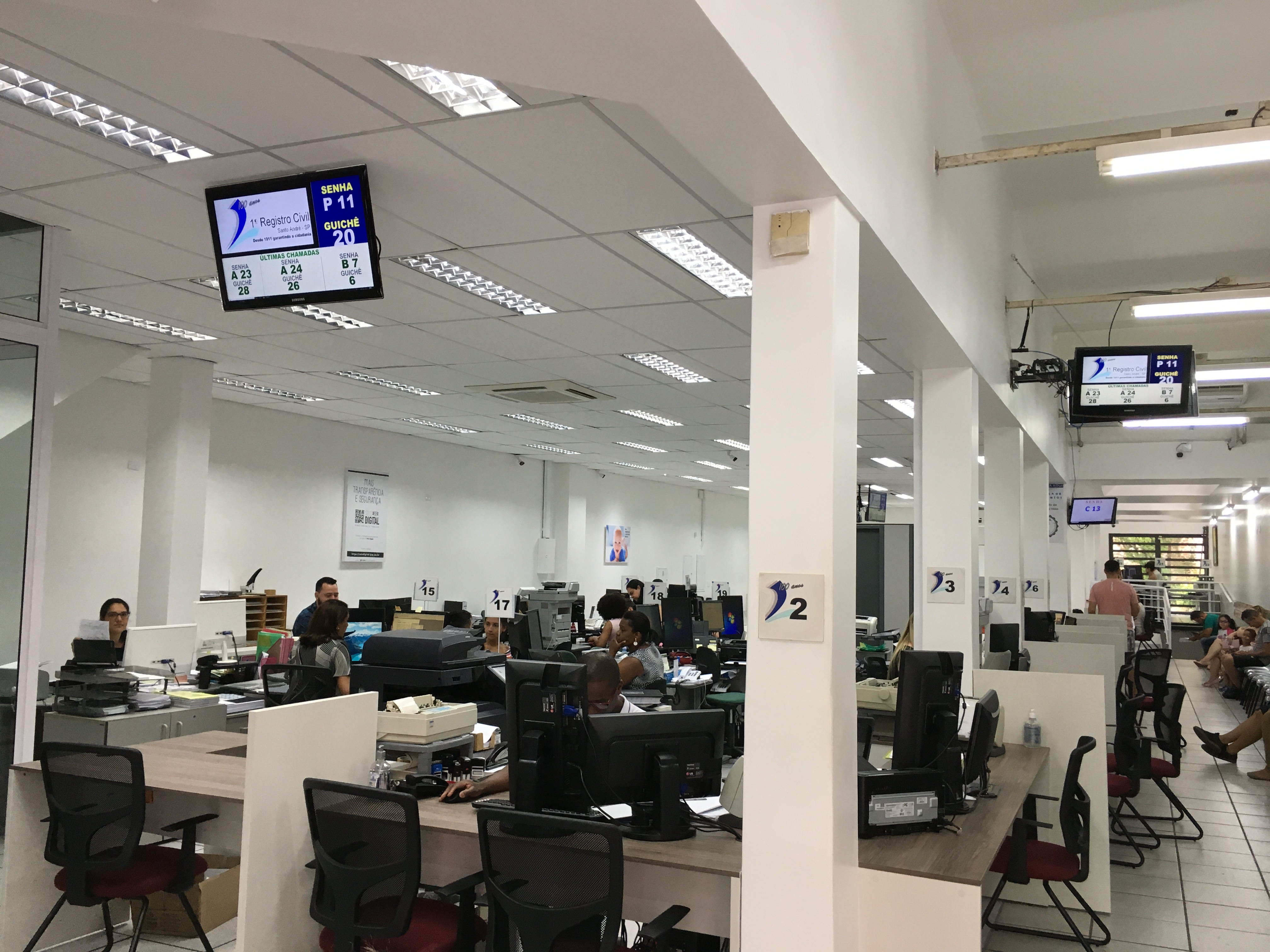
Sala de espera do cartório do 1º. Ofício de Registro Civil de Santo André (São Paulo).

De acordo com o Portal da Transparência do registro civil e com a Corregedoria Nacional de Justiça do Conselho Nacional de Justiça (CNJ), existem no Brasil (dados de 2019) 7 670 serventias extrajudiciais (ofícios de registro civil) com atribuições para lavrar atos de registro civil. Nas tabelas abaixo, discriminam-se a quantidade de tais ofícios em cada unidade da Federação e em cada capital estadual:
| Pos. | UF                  | Quantidade |
| ---- | ------------------- | ---------- |
| 1    | Minas Gerais        | 1452       |
| 2    | São Paulo           | 816        |
| 3    | Bahia               | 716        |
| 4    | Paraná              | 524        |
| 5    | Ceará               | 496        |
| 6    | Rio Grande do Sul   | 419        |
| 7    | Santa Catarina      | 336        |
| 8    | Pernambuco          | 298        |
| 9    | Paraíba             | 296        |
| 10   | Pará                | 292        |
| 11   | Goiás               | 284        |
| 12   | Espírito Santo      | 223        |
| 13   | Maranhão            | 208        |
| 14   | Rio Grande do Norte | 171        |
| 15   | Rio de Janeiro      | 170        |
| 16   | Mato Grosso         | 159        |
| 17   | Tocantins           | 144        |
| 18   | Alagoas             | 134        |
| 19   | Piauí               | 133        |
| 20   | Mato Grosso do Sul  | 95         |
| 21   | Amazonas            | 90         |
| 22   | Sergipe             | 81         |
| 23   | Rondônia            | 67         |
| 24   | Acre                | 24         |
| 25   | Amapá               | 19         |
| 26   | Distrito Federal    | 14         |
| 27   | Roraima             | 9          |

| Pos. | Capital        | Quantidade |
| ---- | -------------- | ---------- |
| 1    | São Paulo      | 58         |
| 2    | Salvador       | 25         |
| 3    | Curitiba       | 19         |
| 4    | Recife         | 16         |
| 5    | Florianópolis  | 15         |
| 6    | Brasília       | 14         |
| 7    | Rio de Janeiro | 14         |
| 8    | João Pessoa    | 13         |
| 9    | Manaus         | 11         |
| 10   | Fortaleza      | 10         |
| 11   | Porto Alegre   | 10         |
| 12   | Belém          | 9          |
| 13   | Aracaju        | 9          |
| 14   | Maceió         | 8          |
| 15   | Porto Velho    | 8          |
| 16   | Cuiabá         | 7          |
| 17   | Goiânia        | 6          |
| 18   | Belo Horizonte | 6          |
| 19   | São Luís       | 5          |
| 20   | Macapá         | 4          |
| 21   | Campo Grande   | 4          |
| 22   | Natal          | 4          |
| 23   | Rio Branco     | 3          |
| 24   | Vitória        | 3          |
| 25   | Teresina       | 3          |
| 26   | Palmas         | 3          |
| 27   | Boa Vista      | 2          |

## Cronologia
Abaixo está em um tabela a data de instalação dos primeiros ofícios de registro civil nas capitais das atuais unidades da federação do Brasil.
| Pos. | Unidade da federação | Capital        | Ano de instalação do primeiro ofício de registro civil |
| ---- | -------------------- | -------------- | ------------------------------------------------------ |
| 1    | Acre                 | Rio Branco     | 1903                                                   |
| 2    | Alagoas              | Maceió         | 1890                                                   |
| 3    | Amapá                | Macapá         | 1900                                                   |
| 4    | Amazonas             | Manaus         | 1879                                                   |
| 5    | Bahia                | Salvador       | 1877                                                   |
| 6    | Ceará                | Fortaleza      | 1888                                                   |
| 7    | Distrito Federal     | Brasília       | 1960                                                   |
| 8    | Espírito Santo       | Vitória        | 1889                                                   |
| 9    | Goiás                | Goiânia        | 1877                                                   |
| 10   | Maranhão             | São Luís       | n/d                                                    |
| 11   | Mato Grosso          | Cuiabá         | 1874                                                   |
| 12   | Mato Grosso do Sul   | Campo Grande   | 1894                                                   |
| 13   | Minas Gerais         | Belo Horizonte | 1879                                                   |
| 14   | Pará                 | Belém          | 1889                                                   |
| 15   | Paraíba              | João Pessoa    | 1888                                                   |
| 16   | Paraná               | Curitiba       | 1876                                                   |
| 17   | Pernambuco           | Recife         | 1888                                                   |
| 18   | Piauí                | Teresina       | 1875                                                   |
| 19   | Rio de Janeiro       | Rio de Janeiro | 1850                                                   |
| 20   | Rio Grande do Norte  | Natal          | n/d                                                    |
| 21   | Rio Grande do Sul    | Porto Alegre   | 1876                                                   |
| 22   | Rondônia             | Porto Velho    | 1908                                                   |
| 23   | Roraima              | Boa Vista      | 1956                                                   |
| 24   | São Paulo            | São Paulo      | 1852                                                   |
| 25   | Santa Catarina       | Florianópolis  | 1851                                                   |
| 26   | Sergipe              | Aracaju        | n/d                                                    |
| 27   | Tocantins            | Palmas         | 1990                                                   |